# Carl F. H. Henry
Carl Ferdinand Howard Henry (n. 22 ianuarie 1913, New York — d. 7 decembrie 2003, Watertown, Wisconsin) a fost un teolog creștin cunoscut în special ca primul editor al revistei Christianity Today.